# Mydaea winnemana
Mydaea winnemana är en tvåvingeart som beskrevs av Malloch 1919. Mydaea winnemana ingår i släktet Mydaea och familjen husflugor. Inga underarter finns listade i Catalogue of Life.